# Spaghetti coreani
Gli spaghetti coreani sono vermicelli usati nella preparazione di numerosi piatti della cucina coreana e vengono chiamati guksu (국수?) o con il termine sino-coreano myeon (면?).
In Corea, i vermicelli vengono generalmente serviti in brodo, caldo o freddo. Alcuni esempi sono i naengmyeon (vermicelli freddi di grano saraceno), i bibim guksu (vermicelli freddi con verdure), i kalguksu (vermicelli in brodo) e i kongguksu (vermicelli con brodo freddo di latte di soia); famosi sono anche i jjajangmyeon, con salsa a base di chunjang, maiale e verdure. Nella corte reale, i baekmyeon (백면?), a base di vermicelli di grano saraceno in brodo di fagiano, erano considerati un piatto di vermicelli di alta qualità. I naengmyeon con dongchimi (kimchi acquoso di rapa) venivano consumati dalla corte reale durante l'estate.

## Tipi

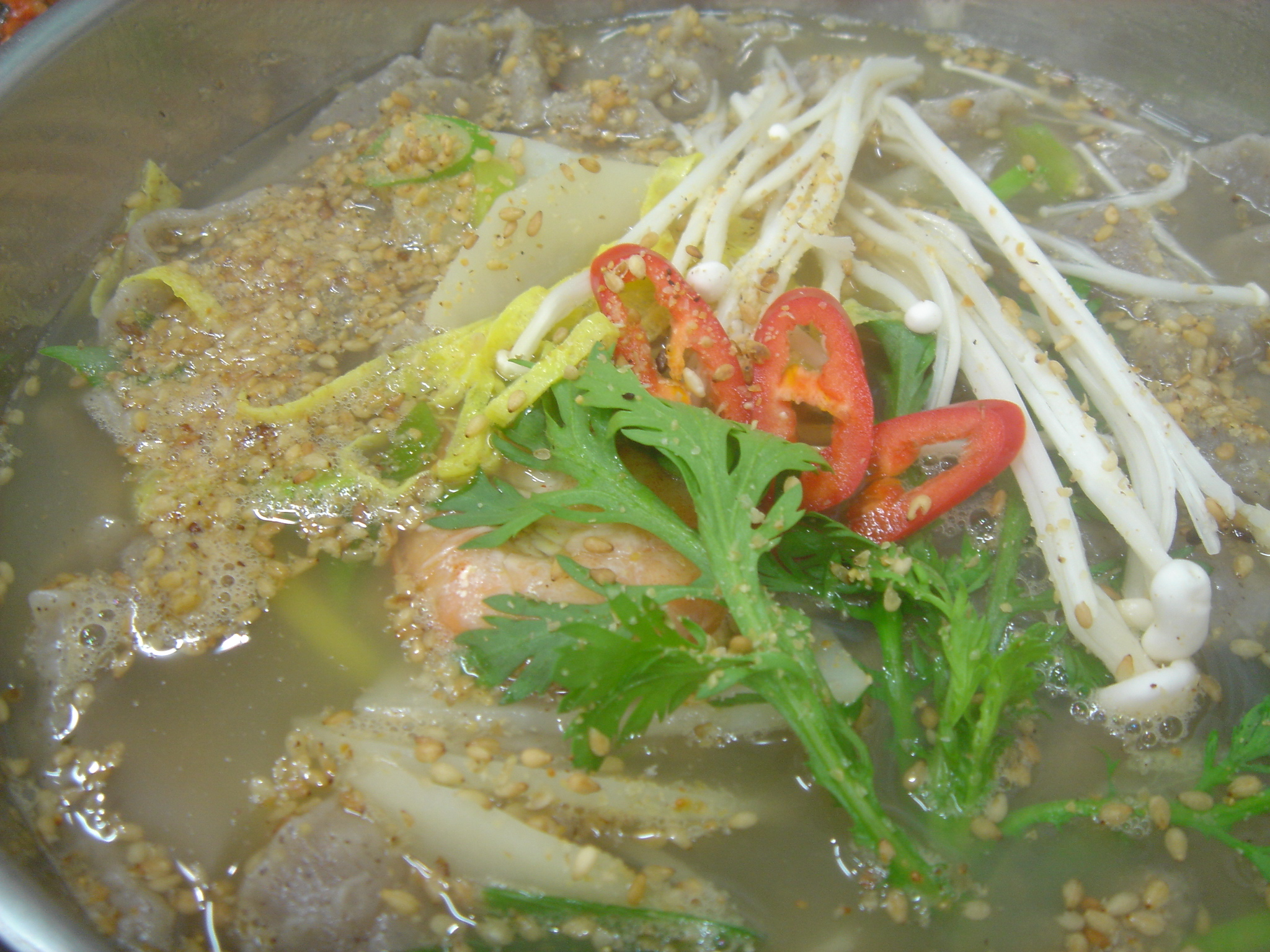
Memil guksu

- Dangmyeon (당면?): trasparenti, di amido di patata dolce.
- Memil guksu (메밀국수?): di grano saraceno.
- Olchaengi guksu (올챙이국수?): di farina di mais, sono consumati nelle zone montuose come la provincia di Gangwon[2].
- Gamja guksu (감자국수?): di amido di patata, farina di riso e farina di riso glutinoso[3].
- Gamjanongma guksu (감자농마국수?): di amido di patata, hanno una consistenza molto gommosa e sono una specialità locale della provincia di Hwanghae[4].
- Mil guksu (밀국수?): di farina di grano, si sono diffusi a partire dal 1945[1][5].
- Dotori guksu (도토리국수?): di farina di ghiande[6].
- Chilk guksu (칡국수?): di kudzu e grano saraceno[7].
- Ssuk kalguksu (쑥칼국수?): di artemisia e farina di grano[8].
- Hobak guksu (호박국수?): di zucca e farina di grano[9].
- Kkolttu guksu (꼴뚜국수?): di farina di grano e grano saraceno[10].
- Cheonsachae (천사채?): semitrasparenti, realizzati con l'estratto simil gelatinoso rimasto dopo la cottura al vapore dell'alga kombu, senza l'aggiunta di farine o amido. Hanno un sapore blando, quindi vengono mangiati in insalata con un condimento leggero, oppure serviti come decorazione del saengseon hoe (pesce crudo a fette)[11].

## Piatti a base di spaghetti coreani

### Banchan
- Japchae (잡채?): vermicelli di amido di patata dolce (dangmyeon) saltati in padella con manzo tagliato sottile e verdure; possono essere serviti caldi o freddi.

### Zuppe calde

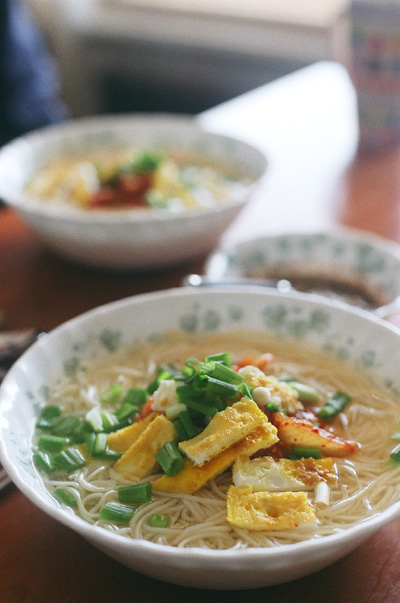
Janchi guksu

- Janchi guksu (잔치국수?): vermicelli di farina di grano cotti in un brodo leggero a base di acciughe e alghe kombu, o di manzo. Sono serviti con una salsa preparata con olio di sesamo, salsa di soia, scalogno e peperoncino in polvere, mentre la guarnizione viene realizzata con striscioline di frittata (지단?, jidanLR), alghe (gim) e zucchine. Il nome deriva dalla parola janchi (잔치?, "banchetto"), poiché il piatto, quando in passato l'alimento principale della cucina coreana era il riso e il grano un ingrediente prezioso, veniva preparato solamente in occasioni speciali come compleanni, matrimoni, primi compleanni (dolsang) e sessantesimi compleanni perché la forma lunga degli spaghetti era associata alla longevità e a un matrimonio duraturo[1][12].
- Kalguksu (칼국수?): vermicelli di farina di grano tagliati a mano con un coltello, serviti in una grossa scodella con brodo e altri ingredienti. Per preparare il brodo si usa il pollo nelle zone rurali, le vongole filippine nelle zone costiere e le acciughe essiccate in quelle montuose. Brodi più ricercati vengono preparati con grasso di agnello o ossa del ginocchio del vitello.
- Gomguksu (곰국수?): vermicelli di farina di grano in gomguk (곰국?), brodo preparato bollendo le ossa o le cartilagini del manzo.
- Jjamppong (짬뽕?): vermicelli di farina di grano in brodo piccante con verdure e frutti di mare.

### Preparazioni fredde
- Bibim guksu (비빔국수?): sottili vermicelli di farina di grano serviti con una salsa piccante preparata con gochujang (고추장?, pasta di peperoncino piccante) e aceto, guarniti con mezzo uovo sodo, cetriolo tagliato sottile e, a volte, kimchi.
- Makguksu (막국수?): zuppa di vermicelli di grano saraceno, particolarmente popolare nella provincia di Gangwon e nel suo capoluogo, Chuncheon.
- Naengmyeon (냉면?): sottili vermicelli di grano saraceno, sono in origine un piatto invernale, e una specialità locale della regione di Ibuk, in Corea del Nord, portata al sud dai rifugiati della guerra di Corea. I mul naengmyeon vengono serviti con una zuppa fredda piccante a base di brodo di manzo o dongchimi, ai quali possono essere aggiunti a piacere aceto o salsa di senape. I bibim naengmyeon vengono serviti senza brodo, ma mischiati con una salsa piccante, la chogochujang, preparata con gochujang, aceto e zucchero. I hoe naengmyeon sono serviti con pesce crudo e salsa piccante.
- Jjolmyeon (쫄면?): piatto tipico di Incheon, sono simili ai bibim naengmyeon, ma gli spaghetti sono più collosi.
- Milmyeon (밀면?): piatto tipico di Pusan derivato dai naengmyeon.
- Kongguksu (콩국수?): vermicelli di grano saraceno serviti con un brodo freddo e denso che si prepara bollendo e passando i fagioli di soia tenuti a mollo nell'acqua per diverso tempo.
- Jatguksu (잣국수?): vermicelli di farina di grano o di grano saraceno, serviti insieme a un brodo freddo preparato con pinoli e acqua. È una specialità locale di Gapyeong, Gyeonggi. La ricetta è simile a quella dei kongguksu, ma il piatto risulta più saporito[13].
- Dongchimi guksu (동치미국수?): vermicelli di farina di grano o di grano saraceno, serviti con un brodo freddo a base di dongchimi.